# ديلان باتون
ديلان باتون (بالإنجليزية: Dylan Patton)‏ (مواليد 13 يوليو 1992 في تكساس، الولايات المتحدة)، هو مُمثل أمريكي وعارض أزياء سابق. وعُرف بدور ويل هورتون في مسلسل أيام حياتنا على قناة إن بي سي من 27 فبراير 2009 إلى 20 يناير 2010.

## حياته الشخصية
ولد ديلان في تكساس في الولايات المتحدة في 13 يوليو 1992. تتكون أسرته من والديه ديفيد باتون، ديبورا باتون وشقيقه الأصغر جوليان. درس في مدرسة أغورا الثانوية. قضّى سنوات صِغره في ولاية تكساس، ثم انتقل بعدها إلى لوس انجلوس لمواصلة مهنة التمثيل. في 14 مايو 2013، ألقي القبض على باتون لبيع الكوكايين في ولاية كاليفورنيا. وأفرج عنه بكفالة مقدارها 30,000 $ بعد عِدة أيام. في 13 يونيو 2013 حُكم عليه بالمُراقبة لثلاث سنوات بعد اعترافه بذلك.

## الأعمال
- ذاتس سو رايفن
- أيام حياتنا

## وصلات خارجية
- ديلان باتون على موقع IMDb (الإنجليزية)
- ديلان باتون على موقع قاعدة بيانات الفيلم (الإنجليزية)